# Подольцы (Гродненская область)
Подольцы (бел. Падольцы) — агрогородок в Рытанском сельсовете Островецкого района Гродненской области Белоруссии. Расположен в 50 км от города Островец, в 54 км от железнодорожной станции Гудогай, в 300 км от Гродно. В 2014 году в агрогородке проживало 391 человек.

## История
С 1922 года в составе Польши, с 1939 года в составе БССР.

## Население
- 1861 год — 56 человек;
- 1897 год — 42 хозяйства, 247 жителей;
- 1905 год — 247 жителей;
- 1909 год — 13 хозяйств, 209 жителей;
- 1938 год — 35 хозяйств, 182 жителей;
- 1959 год — 108 жителей;
- 1970 год — 82 жителя;
- 2004 год — 181 хозяйство, 459 жителей;
- 2014 год — 301 житель.

## Инфраструктура
В агрогородке имеется учебный комплекс ясли-сад—средняя школа, магазины, клуб, библиотека, отделение связи, фельдшерско-акушерский пункт, баня.

## Культура
- Дом культуры
- Этнографический музей «Дарога лёну» ГУО «Подольская средняя школа»

## Достопримечательность
- Каплица

#### Памятник, скульптура
- Памятник В. И. Ленину
- Памятник землякам, погибшим в Великой Отечественной войне